# Luigi Novarini

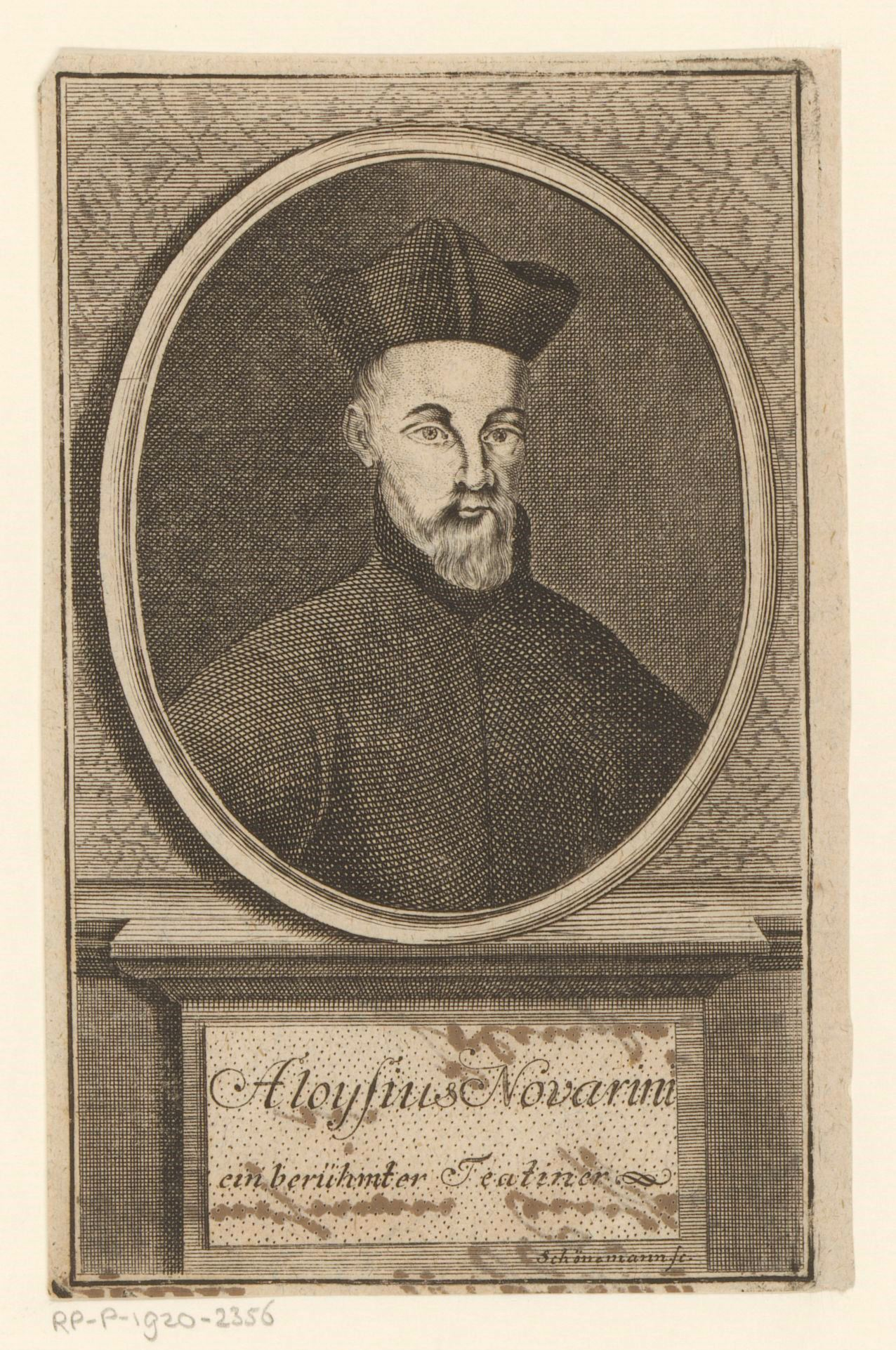
Bildnis von Luigi Novarini

Luigi Novarini (* 1594 in Verona; † 14. Januar 1650 oder 1656 ebenda) war ein italienischer Theologe, Theatiner und Schriftsteller.

## Leben
Neben den klassischen Sprachen erwarb er gute Kenntnisse des Hebräischen und Syrischen, die er in seinem theologischen Studium nutzte. Nachdem er am 26. Januar 1614 die Profess abgelegt hatte, wurde er Superior des Hauses S. Nicola von Verona und nahm in dieser Funktion 1636 am Generalkapitel von Rom, dann 1647 teil. Er war ein Freund von Papst Urban VIII. und wurde zum Konsultor des Heiligen Offiziums ernannt. Er starb am 14. Januar 1650 und hinterließ ein großes literarisches und wissenschaftliches Werk, dessen vollständige Liste er an Gabriel Naudé schickte.
Seine Werke „Electa Sacra, ...“ und „Vita di Maria Vergine ...“ wurden 1636 bzw. 1642 durch die Glaubenskongregation auf den Index gesetzt.

## Werke
- Luigi Novarini, Electa sacra, in quibus qua ex Latino, Graeco, Hebraico et Chaldaico fonte, qua ex antiquis Hebraeorum, Persarum, Graecorum, Romanorum aliarumque gentium ritibus quaedam divinae scripturae loca noviter explicantur et illustrantur (Venise, Lyon et Vérone, 1627–1645, 5 vol. in-fol.)
- Luigi Novarini: Schediasmata sacro-profana. sumptibus Laurentii Durand, Lugduni 1635 (Latein, google.it).
- Luigi Novarini: Variorum opusculorum. Band 1. typis Bartholomaei Merli, Veronae 1645 (Latein, google.it).
- Luigi Novarini: Variorum opusculorum. Band 2. typis Rubeanis, Veronae 1647 (Latein, google.it).
- Luigi Novarini: Variorum opusculorum. Band 3. typis Rubeanis, Veronae 1649 (Latein, google.it).